# Galaxia enana esferoidal

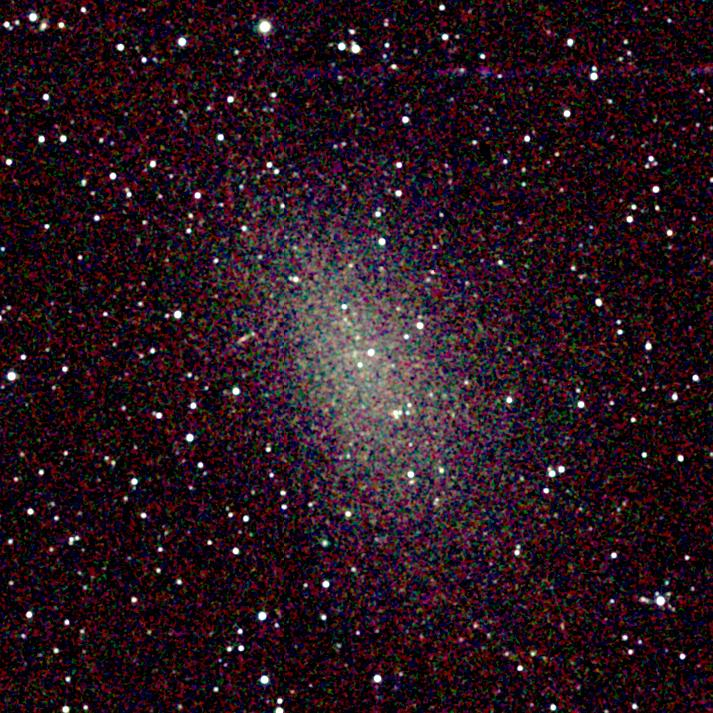
NGC 147 es una galaxia enana esferoidal a unos 2,53 millones de años luz de la Tierra en la constelación de Casiopea. Es una galaxia satélite de la galaxia de Andrómeda (M31) y por tanto forma parte del Grupo Local

En astronomía, se denomina galaxia enana esferoidal (abreviado dSph, del inglés Dwarf Spheroidal Galaxy) a un tipo de galaxias muy pequeñas y poco luminosas, a veces más tenues que una gran estrella brillante. Poseen una distribución espacial más o menos esférica y están constituidas por entre unos millones a unos cientos de millones de estrellas. Han sido descubiertas solo recientemente debido a su bajo brillo superficial que las hace casi indistinguibles del fondo estelar.
En general, son objetos muy antiguos que han evolucionado poco, hablando en términos de formación estelar. Sus estrellas son pobres en metales, con características afines a los cúmulos globulares.
Son pocas las galaxias enanas esferoidales conocidas, bien satélites de la Vía Láctea o de la galaxia de Andrómeda. Aun así, representan la mayoría de las galaxias del Grupo Local. Al ser tan poco luminosas es prácticamente imposible observarlas a distancias mayores.

## Ejemplos de galaxias enanas esferoidales
- Enana de Sculptor
- Enana de Draco
- Enana de Sextans
- Enana de Carina
- Enana de Fornax
- Leo I y Leo II
- Bedin 1

- Datos: Q654754